# Audi A1
El Audi A1 es un automóvil de turismo producido por la empresa automovilística alemana Audi perteneciente al segmento B. Con un largo de 4,03 m, es actualmente el automóvil más pequeño del fabricante.
La primera generación del A1 (8X) se produjo en Bruselas. Para la segunda generación (A1 GB) la producción se trasladó a la española Martorell.

## Historia y tecnología

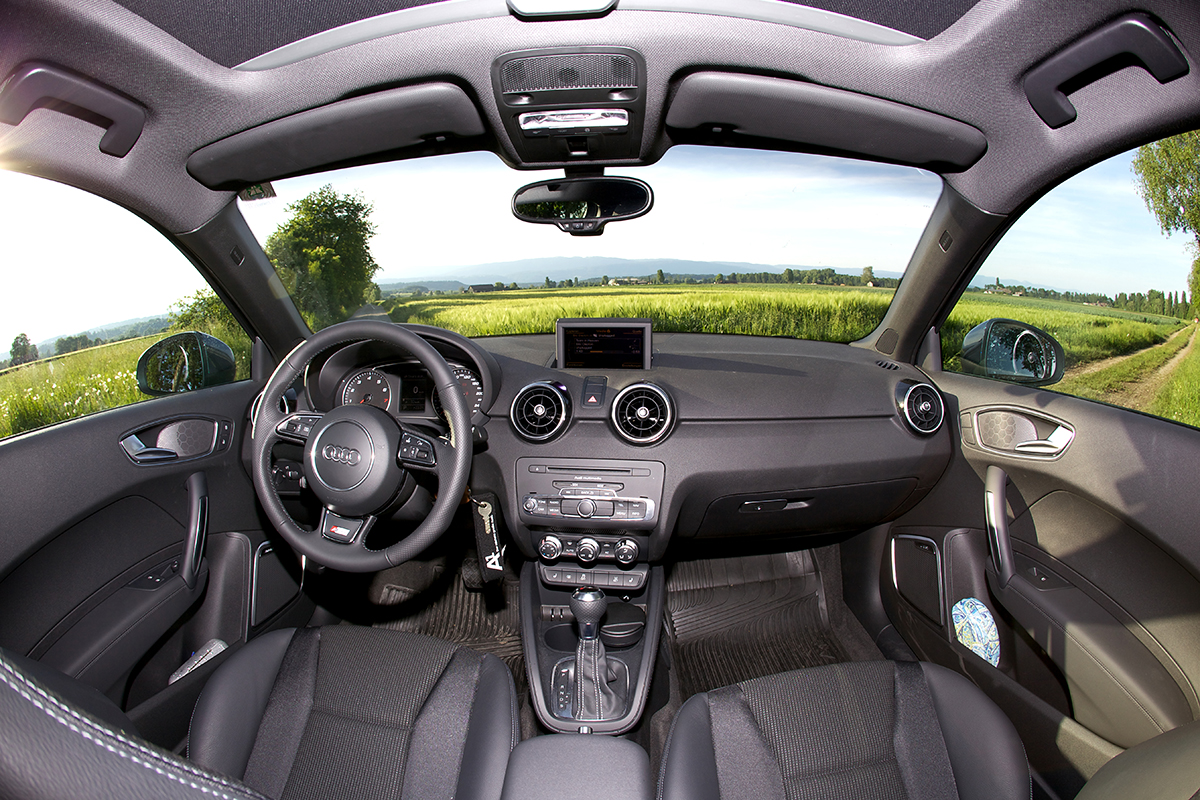
Interior de una Audi A1

De agosto de 1974 hasta julio de 1978 estuvo el Audi 50. A partir de marzo de 1975 también se podía comprar como VW Polo y se le considera el antepasado del A1. Entre noviembre de 1999 y julio de 2005, Audi desarrolló y fabricó, aunque mínimamente, el pequeño A2 de manera independiente. Después de la configuración de la producción del automóvil llegó al mercado después de cinco años como modelo sucesor el Audi A1.
El A1 se presentó formalmente el 4 de marzo de 2010 en el Auto-Salón Genfer. El automóvil se basó técnicamente en la plataforma PQ25 de 2008 compartida con el Seat Ibiza, que además se compartió con el VW Polo V. Las primeras entregas comenzaron en septiembre de 2010.
La producción de la serie alcanzó a comienzos de mayo de 2018 los 909 000 vehículos. Finalmente, la segunda generación se presentó a mediados de junio de 2018 y se introdujo en otoño de 2018. La producción se trasladó de Bruselas hacia Martorell.

### Diseño
El A1 se presentó por primera vez bajo un modelo conceptual en el Salón del Automóvil de Tokio de 2007 como el Audi A1 Metroproject Quattro. El prototipo de automóvil era un hatchback de tres puertas y cuatro plazas. Montaba un propulsor híbrido: con un motor de gasolina turboalimentado de 1,4 litros de cilindrada y 150 CV de potencia máxima junto a un motor eléctrico de 40 CV (29,8 kW) de potencia máxima de 200,7 N·m de par motor.
Desaparición
Audi se pronunció en 2021 que tenía la intención de convertirse en una marca 100 % eléctrica en 2026. Para ello, se centrará en sus modelos más caros y esto ha provocado que el Audi A1 muera cuando su ciclo generacional actual termine. Pero no es el único afectado; también morirán con él el Audi A3, el Audi A4 y el Audi A8. Este proceso se llevará a cabo entre 2024 y 2026, dejando de modelo de entrada al Audi Q2.

## Primera generación (8X)
El Audi A1 se presentó al público en el Salón del Automóvil de Ginebra de 2010. Está basado en la plataforma que montan los SEAT Ibiza IV y Volkswagen Polo V.
El A1 puede montar dos propulsores de gasolina de inyección directa uno de ellos en tres variantes y dos diésel common-rail, uno de ellos en dos variantes:
- El primer gasolina es un 1,2 L TFSI de 86 CV, marca un moderado consumo de 5,1 L/100 km y alcanza una velocidad punta de 179 km/h; acelera de 0 a 100 km/h en 12,1 segundos.
- El segundo motor gasolina es un 1,4 L TFSI de 122 CV, marca un consumo de 5,3 L/100 km-h junto a una velocidad punta de 200 km/h y una aceleración 0/100 km cercana a los 9 segundos. La segunda versión de este motor, en este caso, con desconexión selectiva de 2 cilindros, rinde 140 CV con un consumo medio de 4,7 L/100 km y acelerando de 0 a 100 km/h en 7,9 segundos. La tercera versión rinde 185 CV, consume 5,9 L/100 km y acelera de 0 a 100 km/h en 6,9 segundos.
- La primera variante del motor diésel 1,6 L TDI common-rail de 90 CV marca un consumo de tan solo 3,8 L/100 km acelerando de 0 a 100 km/h en 10,6 segundos, calcando las prestaciones del 1,6l TDI 105 CV, del cual solo difiere en configuración de centralita. La segunda variante del motor diésel entrega una potencia de 105 CV y marca un consumo de 3,9 L/100 km.
- El segundo motor diésel es un 2,0 L TDI de 143 CV, con un consumo combinado de 4,1 L/100 km y una aceleración 0/100 km de 8,2 segundos.

De serie en todas las versiones lleva ayudas como el sistema Stop&Start que ayudan a conseguir unos consumos reducidos. El peso del coche de tan solo 1045 kg, una cifra inusual en los tiempos actuales y que también ayuda a conseguir consumos reducidos.
Ciertos motores diésel del Audi A1 forman parte del escándalo de las emisiones de Volkswagen. Sus emisiones de Nox (óxidos nitrosos) son mayores que las oficialmente documentadas y puede incurrir en impuestos medioambientales superiores en determinados países.
El diseño del A1 está basado en las tendencias ya de sobra conocidas de Audi (parrilla singleframe, deportividad y diseño generalmente conservador), aunque tiene señas de identidad que hacen recordar al buque insignia de la marca de los aros, el A8.
Los precios para el Audi A1 en su versión Adrenalín parten de 14 900 euros en el caso del 1.2 TFSI y 16 500 en el 1.6 TDI, incluyendo el acabado exterior S-Line.
El 23 de noviembre de 2010, Audi Argentina lanza en el mercado argentino el A1, que se convertía en el modelo entrada de gama de Audi en Argentina. Se vendía en una única motorización 1.4 TFSI naftero con 122 CV, dos transmisiones en opción (caja manual de 6 velocidades, o secuencial S-Tronic de doble embrague y 7 marchas). Se vendió en un primer momento en dos niveles de equipamiento: Attraction (manual o automático) o Ambition (manual o automático). En materia de equipamiento, el Attraction traía rines de 15 pulgadas, espejos retrovisores con carcasa negra y climatizador manual. El Ambition traía rines de 16 pulgadas, espejos del color de la carrocería, climatizador automático y escapes cromados. En materia de seguridad, las dos versiones traían como equipamiento de serie 6 bolsas de aire, frenos ABS y control de estabilidad y sistema Start/Stop. Como opcional, se podían agregar bolsas de aire laterales traseros. Los packs de equipamiento se llamaban Security Pack y el Kit Deportivo. Audi prometió traer una variante con el 1.2 TFSI para el año 2011, que cumplirá el rol de entrada de gama. Los rivales del Audi A1 eran los Alfa Romeo Mito y el Citroën DS3.
El 18 de julio de 2011, Audi Argentina lanzaba al mercado argentino dos nuevas versiones para el A1. Son los A1 1.2 TFSI y el A1 1.4 TFSI S-Line, que se ubican en los dos extremos de la gama. Llegaban importados de Bélgica. El 1.2 TFSI es un motor naftero con turbo, 86 CV y solamente se acopla a una caja manual de 6 velocidades. El 1.4 TFSI S-Line tiene un motor turbo-compresor de 185 CV, se ofrecía únicamente con una caja secuencial S-Tronic de siete velocidades. En ese momento, se seguían ofreciendo las versiones 1.4 TFSI Attraction y Ambition. En cuanto a patentes, se había convertido en el más patentado entre sus rivales, que eran los Mini Cooper, Alfa Romeo Mito, Citroën DS3 y Peugeot 207 GTI. El espacio en las plazas traseras es el principal problema del A1, el otro problema es el auxilio temporal. El Audi A1 1.2 TFSI tiene 6 bolsas de aire, frenos ABS, control de estabilidad, control de tracción, sistema Start/Stop y rines de 15 pulgadas. El A1 1.4 TFSI S-Line viene de serie con el paquete S-Line, rines de 17 pulgadas, suspensión rebajada y tapicería exclusiva para esta versión. De esta manera, el Audi A1 ahora tiene cuatro versiones.
El 18 de diciembre de 2012, Audi Argentina lanzaba la carrocería de cinco puertas al mercado argentino. Tiene el mismo largo que el A1 tres puertas, pero es más ancho y es más alto. Llegaba importado de Bélgica. Se ofrece con las dos mismas motorizaciones que el A1 3 puertas, el 1.4 TFSI de 122 CV (caja manual o automática), y el 1.4 TFSI de 185 CV turbo-compresor, únicamente con la caja S-Tronic de 7 velocidades. Tracción delantera. Aumentó un poco la habitabilidad trasera frente al tres puertas, las puertas extra facilitan el acceso a las mismas. Fue criticado por su parecido con el Volkswagen Gol Trend. Venía de serie con 6 bolsas de aire, control de tracción, control de estabilidad, frenos ABS, pantalla multimedia retráctil de 6,5 pulgadas y equipo de sonido Audi con diez parlantes. De esta forma, el A1 ya tenía dos carrocerías, y siete versiones (cuatro de 3 puertas, y tres de 5 puertas).

### Rediseño
En 2015 se rediseñó la serie, realizando cambios principalmente en los grupos ópticos y los parachoques delanteros y traseros. Además, se añaden más elementos led para iluminación. Además, todas las motorizaciones cumplen la norma de emisiones Euro-6. Por vez primera se utilizan en el Audi A1 tanto el 1.0 TFSI así como el 1.4 TDI de 3 cilindros ultra. Se sustituye el 1.4 TFSI (136 kW) doblemente cargado por el 1.8 TFSI (141 kW). De manera adicional únicamente se incorporó una dirección asistida electromecánica.
El 12 de enero de 2016, Audi Argentina lanzaba al mercado argentino una actualización para el A1 tres puertas y Sportback. Perdió las motorizaciones 1.2 TFSI de 86 CV y el 1.4 TFSI S-Line de 185 CV. La única motorización disponible fue el 1.4 TFSI de 122 CV, que ahora había aumentado a 125 CV. Se combina con una caja manual de 6 velocidades o secuencial de doble embrague y 7 velocidades. Tracción delantera. Trae nuevo diseño de luces, cambios en los paragolpes y las ruedas, frenos ABS, discos de freno en las cuatro ruedas, control de estabilidad, 6 bolsas de aire, sistema Audi Drive Select, sistema multimedia MMI con pantalla de 6,5 pulgadas ocultable. De esta manera, la gama Audi A1 tenía 4 versiones. Garantía de 3 años o 90 000 kilómetros.
|                                    |
| Audi A1 sport 1.8 TFSI (2015-2018) |

|               |
| Vista trasera |

|         |
| Tablero |

|                               |
| Audi A1 Sportback (2015-2018) |

### Otras versiones
Ya están disponibles una versión de 5 puertas y 5 plazas para el A1, que lleva el nombre de Audi A1 Sportback, al igual que ocurre con el A3 y el A3 Sportback. El diseño de la versión 5 puertas del Audi A1 es prácticamente igual que en su versión de 3 puertas, ampliando ligeramente el ancho del vehículo, reduciendo el tamaño de las puertas delanteras para dar cabida a las puertas traseras y con la modificación de pequeños detalles como el diseño de las ruedas.
El Audi A1 tendrá la versión potente que sería con 1.4 L TFSI 180 CV; este es el mismo motor que montan sus primos Fabia RS, Polo GTI e Ibiza Cupra. En diciembre de 2011, se presentó el A1 quattro, la versión más radical, con 256 caballos y tracción total, extraídos de un motor 2.0 TFSI de 4 cilindros con inyección directa y turbo, con una producción limitada a solo 333 unidades.

#### Audi A1 e-tron
En el Salón de Ginebra de 2010 se ha presentado la primera versión del Audi A1: el Audi A1 e-tron. Este modelo adopta su nombre del concept e-tron, aunque no comparten más allá de su nombre, ya que el Audi A1 es un vehículo híbrido enchufable compuesto por un motor eléctrico, que le da una potencia máxima combinada de 102 CV junto a una velocidad máxima de 130 km/h y una aceleración 0-100 km/h en 10,2″.
El esquema de motores del Audi A1 e-tron tiene un planteamiento muy parecido a coches como el Opel Ampera: tiene un motor eléctrico de baterías de iones de litio con una potencia de 61 CV junto a un motor gasolina Wankel que actúa como generador de electricidad cuando el motor eléctrico tiene su autonomía agotada. En la actualidad, hay 80 prototipos rodando ya por carreteras alemanas.
|  |  |

## Segunda generación (GB)
El Audi A1 GB es un automóvil del segmento B que se produce desde el 2018 como el modelo sucesor del Audi A1 8X.

### Historia
El A1 de segunda generación se presentó a mediados de junio de 2018, las preventas comenzaron en julio de 2018, mientras que los primeros modelos se enviaron en noviembre de 2018 desde la fábrica de SEAT en Martorell. Ese mismo año se realizó la presentación formal en el Mondial de l’Automobile.
De manera muy similar al Audi Sport quattro, la segunda generación del A1 tiene tres rendijas planas en el borde del capó.
El 23 de agosto de 2019, Audi Argentina lanzaba al mercado argentino a la segunda generación del A1, que reemplaza al A1 de primera generación, equipa la plataforma MQB-A0 que usan los Volkswagen Polo, Volkswagen Virtus y Volkswagen T-Cross. Se ofrece únicamente con carrocería Sportback y llega importado de España. Hay dos motorizaciones disponibles, las dos nafteras y con turbo. Audi A1 30 TFSI, con 3 cilindros, 1.0 L con 116 CV y 200 Nm. Audi A1 35 TFSI, con cuatro cilindros, 1.5 L con 150 CV y 250 Nm. Las dos versiones se acoplan a una caja automática S-Tronic de doble embrague, con 7 marchas. Tracción delantera. El diseño del nuevo A1 fue firmado por el argentino Juan Manuel Díaz. Con el cambio generacional, desaparecieron las versiones con transmisión manual, de carrocería de tres puertas, que siempre fueron las más accesibles y más vendidas de nuestro mercado. Garantía de 3 años o 100 000 kilómetros.
El 8 de mayo de 2023, Audi Argentina lanza al mercado argentino al Audi A1 40 TFSI, que se posiciona al tope de gama, siento una variante deportiva. Complementa las dos versiones 30 TFSI y 35 TFSI. Llega importado de España. Tiene un motor turbo naftero de 200 CV y 320 Nm, combinado a una caja automática de doble embrague de siete marchas y tracción delantera. Audi declara el 0 a 100 km/h en 6,5 segundos y una velocidad máxima de 245 km/h. Es el Audi A1 más caro que se vende en Argentina. Viene de serie con rines de 17 pulgadas, frenos a disco en las 4 ruedas y suspensión trasera con barra de torsión. De esta manera, el Audi A1 tiene tres versiones. Garantía de tres años o 100 000 kilómetros.

### Tecnología
Mientras que la primera generación del A1 (8X) que se basaba en la plataforma PQ25, y que inicialmente solo fue ofrecido con carrocería de tres puertas y a partir de febrero de 2012 se ofreció la versión Sportback de cinco puertas, la segunda generación se ofrece exclusivamente como un Sportback de cinco puertas. El A1 sigue además la arquitectura MQB-A0 presentada en 2017 (la segunda generación del bloque de construcción transversal modular, continuación de la primera generación de 2012), sobre la que también se construye el SEAT Ibiza V y el VW Polo VI, los cuales también se despidieron de sus variantes a tres puertas a partir del cambio de modelo de 2017.

### Motores
A diferencia de su predecesor, el Audi A1 de segunda generación no ofrece motores a diésel sino cuatro variantes a gasolina; el 25 TFSI de nivel de entrada (95PS), el 30 TFSI (116PS) con un motor de 1.0 litros y 3 cilindros respectivamente, el 35 TFSI (150PS) con un motor 1.5 litros y 4 cilindros y el 40 TFSI (200PS) con un motor 2.0 litros y 4 cilindros acompañada de una transmisión manual de 6 velocidades o una automática S-tronic de 7 velocidades. La 25 TFSI (95PS) está equipada con una manual de 5 velocidades.